# Peter Maas
Peter Maas (* 27. Juni 1929 New York City; † 23. August 2001 ebenda) war ein US-amerikanischer Journalist und Autor. 

## Leben und Schaffen
Peter Maas kommt aus einer Familie, die sowohl niederländische als auch irische Wurzeln hat. Er besuchte die Duke University und war mit Audrey Gellen Maas verheiratet; zusammen adoptierten sie einen Sohn.
Bekannt wurde er insbesondere durch sein Buch The Valachi Papers, in dem die Enthüllungen des Pentito Joe Valachi über die US-amerikanischen Cosa Nostra publiziert wurden. Hier fiel auch zum ersten Mal in der Öffentlichkeit die Bezeichnung La Cosa Nostra (italienisch für „unsere Sache“) für die US-amerikanische Mafia.
Maas war der erste Journalist, der die Story über Joe Valachi publizierte und wurde deshalb von der italo-amerikanischen Zeitung Il Progresso scharf angegriffen; in einem Leitartikel wurde unterstellt, dass durch die Nennung der vielen italienischen Namen das Image der Italiener in den Vereinigten Staaten leiden könne. Durch Briefe an Senatoren und Kongressabgeordnete wurde politischer Druck aufgebaut. Die Genehmigung zur Veröffentlichung der Verhörprotokolle wurde durch das US-Justizministerium zurückgezogen. Peter Maas veröffentlichte sein Buch jedoch trotz dieser Umstände.
Durch weitere Veröffentlichungen galt Maas als Kenner der amerikanischen Cosa Nostra. So wurde er der Biograph von Frank Serpico, einem Polizisten des New York City Police Department, der gegen korrupte Kollegen aussagte. Das Buch wurde 1973 von Sidney Lumet unter dem Titel Serpico verfilmt, mit Al Pacino in der Titelrolle.
1997 schrieb er zusammen mit dem Gangster Sammy Gravano das Buch Underboss, das ein Jahr später unter dem Titel The Mob – Der Pate von Manhattan gleichfalls verfilmt wurde.

## Werke
- 1967 – The Rescuer: The Extraordinary Life of the Navy’s “Swede” Momsen and His Role in an Epic Submarine Disaster. (Teile wurden später in The Terrible Hours erneut veröffentlicht.)
- 1969 – The Valachi Papers. ISBN 0-399-10832-7
- 1973 – Serpico. Viking Press. New York. ISBN 0-670-63498-0 (zusammen mit Anthony Sampson)
- 1974 – King of the Gypsies. ISBN 0-670-41317-8
- 1979 – Made in America: A Novel. ISBN 0-670-44555-X
- 1983 – Marie: A True Story. ISBN 0-671-60773-1
- 1986 – Manhunt: The Incredible Pursuit of a CIA Agent Turned Terrorist. ISBN 0-394-55293-8
- 1989 – Father and Son: A Novel. ISBN 0-671-63172-1
- 1990 – In a Child’s Name: The Legacy of a Mother’s Murder. ISBN 0-671-69416-2
- 1994 – China White: A Novel. ISBN 0-671-69417-0
- 1996 – Killer Spy: Inside Story of the FBI’s Pursuit and Capture of Aldrich Ames, America's Deadliest Spy. ISBN 0-446-60279-5
- 1997 – Underboss : Sammy the Bull Gravano’s story of life in the Mafia, New York 1997, HarperCollins Publishing Company. ISBN 9780061096648 (Deutsche Übersetzung von Harald Riemann: Underboss: Ich war der zweite Mann; die Lebensgeschichte des Mafia-Bosses Sammy “The Bull” Gravano, München/Wien 1998. Bern/Scherz. ISBN 3-502-18430-5)
- 1999 – The Terrible Hours: The Man Behind the Greatest Submarine Rescue in History. ISBN 0-06-019480-4